# Forte de Nossa Senhora dos Prazeres do Pau Amarelo
O Forte de Nossa Senhora dos Prazeres do Pau Amarelo, popularmente conhecido como Forte do Pau Amarelo, localiza-se na praia de Pau Amarelo, atual município de Paulista, a cerca de dezesseis quilômetros ao norte do centro histórico de Olinda, no litoral do estado de Pernambuco, Brasil.
No contexto da segunda das invasões holandesas do Brasil, esta praia foi o local escolhido para o fundeio da esquadra da Companhia Neerlandesa das Índias Ocidentais, de sessenta e cinco embarcações, sob o comando do almirante Hendrick Corneliszoon Lonck (14 de Fevereiro de 1630). No dia seguinte, desembarcada uma força de sete mil duzentos e oitenta homens, sob o comando do coronel Diederick van Waerdenburch, marcharam por terra e conquistaram Olinda e Recife.

## História

### Antecedentes
A Carta-régia de 15 de Setembro de 1703 determinou a construção de um forte na enseada do Pau Amarelo, definindo os recursos a serem utilizados (oriundos da própria capitania de Pernambuco, encaminhando a planta e respectivas notas explicativas, de autoria do engenheiro militar Luiz Francisco Pimentel. Em 1707, entretanto, aquele engenheiro morreu afogado no rio Doce. Uma cópia aquarelada desse projeto subsiste em Portugal ("Planta de uma projetada Fortaleza na barra do Pau Amarelo, na Capitania de Pernambuco", c. 1702. Arquivo Histórico Ultramarino, Lisboa) (IRIA, 1966:53). Alterações estavam previstas, de modo "a melhor se acomodarem ao terreno" a critério do Sargento-mor Engenheiro da Capitania. Havia também, à época, um projeto para a construção da fortaleza sobre os recifes da barra, de autoria de D. Fernando Martins Mascarenhas de Lencastro, considerando uma melhor eficiência da artilharia.

### O forte setecentista
O forte foi iniciado a partir de 1729 pelo Governador e Capitão General da Capitania de Pernambuco, Duarte Sodré (1729-1738). Em 1745 apenas estavam concluídos uma bateria e dois meio-baluartes, além de uma muralha da segunda bateria, que servia para dar sustentação ao terrapleno, ainda não concluído. Os Quartéis, cobertos de palha, abrigavam o Corpo da Guarda, a Cozinha, o Paiol e a Casa da Palamenta. Estava guarnecido à época por um Tenente, um Condestável, cinco fuzileiros e dois artilheiros (GARRIDO, 1940:63), e artilhado com quatro peças. Posteriormente, quando o Governador e Capitão General, Luís Diogo Lobo da Silva, reforçou as fortificações do litoral pernambucano, fez abrir o fosso e erguer o revelim desta fortificação ("Planta de parte da bateria do Pau Amarelo; (...) nesta dita bateria nunca se lhe fez fosso, pelo que foi servido o Ilmo. e Exmo. Sr. Luís Diogo Lobo da Silva, Governador e Capitão General das Capitanias de Pernambuco, mandá-lo fazer erguer (...), ficando lezíria entre o dito fosso e a dita bateria, fazendo-se-lhe o Revelim, (...) tudo feito na presença do mesmo senhor (...); 1762". Arquivo Histórico Ultramarino, Lisboa) (IRIA, 1966:55, 57).

### O século XIX
Em 1801 a estrutura estava guarnecida e artilhada com doze peças dos calibres de 40 a 10, embora em 1808, no contexto da Guerra Peninsular e da transferência da Família Real Portuguesa para o Brasil, uma nova planta para a sua reedificação fosse elaborada.
Em 1817 estava artilhado com três peças de bronze e vinte e quatro de ferro de diferentes calibres (BARRETTO, 1958:137), guarnecida por 14 praças sob o comando de um Tenente.
Uma descrição datada de 1866, de autoria do Major Salvador Coelho de Drumond e Albuquerque, dá conta de que o forte era constituído por uma muralha e duas guaritas voltadas para o mar. Sobre o terrapleno, calçado em cantaria, havia nove banquetas e seis canhoneiras, estando as oito peças de artilharia que se encontravam no forte, quase todas desmontadas. Os quartéis, o calabouço, o paiol abobadado e as casas para o comando e a arrecadação, assim como a sua capela encontravam-se, à época, em bom estado. SOUZA (1885) informa que o Aviso Ministerial de 4 de Maio de 1877 determinou fossem conservadas as suas obras, do qual existiam, à época (1885), apenas os alicerces e oito peças, de calibres 24 libras a 9, enterradas na areia (op. cit., p. 82).

### O século XX
O imóvel, de propriedade da Prefeitura do Município de Paulista, encontra-se tombado pelo Instituto do Patrimônio Histórico e Artístico Nacional desde 24 de Maio de 1938, sob o número 84 no Livro das Belas-Artes. Sofreu a primeira intervenção de restauro por aquele órgão em 1973 em conjunto com o Exército Brasileiro, passando a ser administrado pela própria Prefeitura. Uma nova intervenção ocorreu em 1980, passando o forte a abrigar um Posto Policial.
Durante o ano de 2001 foi assinado um convênio entre a Prefeitura e o Instituto de Apoio ao Desenvolvimento Tecnológico e Científico (IPAD), instituição de consultoria sem fins lucrativos, para a restauração do forte. Os recursos para a realização da primeira fase do projeto (R$ 130.000,00), viriam do Orçamento Geral da União. Dentro do projeto de revitalização da área, estava incluído o disciplinamento do comércio local, a instalação de um posto do Banco do Brasil e outro da Polícia Militar e a transformação de uma quadra já existente em uma praça para grandes eventos. Nas salas localizadas no térreo do forte, que chegaram a ser invadidas por famílias de baixa-renda, iriam ser instaladas lojas de artesanato, um centro de informações turísticas e um Museu histórico da cidade. Com a restauração, a Secretaria de Turismo esperava estimular o fluxo de visitantes, gerando renda e empregos para o município.
Para facilitar os trabalhos previstos no projeto envolvendo o forte, a Prefeitura estava reivindicando a sua propriedade à União, isto porque a construção encontra-se tombada em âmbito federal. Com a transferência da propriedade, a Secretaria de Turismo pretendia diminuir a burocracia necessária para que se realizesse alguma intervenção no monumento.
O forte encontra-se aberto diariamente à visitação turística.

## Características
A estrutura apresenta planta no formato de um polígono retangular, com duas guaritas nos vértices voltados para o mar. Por não possuir  muralhas defendendo o seu perímetro, técnicamente é considerado apenas uma bateria. Ao abrigo do terrapleno, acedido por uma rampa de 85 palmos de comprimento por dezoito de largura, encontram-se  as dependências de serviço, a saber: Casa de Comando, Quartel da Tropa, Paiol abobadado, Armazém, Calabouço e Capela, esta sob a invocação de Nossa Senhora dos Prazeres.